# Capodanno lunare
Con il termine capodanno lunare si indica generalmente l'inizio dell'anno dove si computa il tempo in base ad calendario lunare. Elenco di Capodanno lunari:
- Capodanno tibetano (Losar)
- Capodanno cinese
- Capodanno vietnamita (Tết Nguyên Đán)
- Capodanno coreano (Seollal)
- Capodanno mongolo (Tsagaan Sar)
- Capodanno giapponese (Shōgatsu) - festeggiato seguendo il calendario lunare cinese fino al 1873; a partire da quella data si celebra invece il 1º gennaio del calendario gregoriano, perdendo così la definizione di "capodanno lunare"

- Presso altri popoli, che calcolano i mesi in base a calendari, il termine può indicare:
  - Capodanno islamico
  - Rosh haShana nella tradizione ebraica
  - Capodanno thai (Songkran) - sebbene il calendario thai sia lunisolare, il capodanno è calcolato sulla base di puri calcoli solare